# Xã Acton, Quận Meeker, Minnesota
Xã Acton (tiếng Anh: Acton Township) là một xã thuộc quận Meeker, tiểu bang Minnesota, Hoa Kỳ. Năm 2010, dân số của xã này là 375 người.